# 马拉泰阿
马拉泰阿（義大利語：Maratea），是意大利波坦察省的一个市镇。总面积67.32平方公里，人口5212人，人口密度77.4人/平方公里（2009年）。ISTAT代码为076044。